# Clan MacDonald
MacDonald („Sohn Donalds“; auch Clan Donald) ist der Name eines der größten schottischen Clans. Er stammt hauptsächlich aus den westlichen Highlands und den Hebriden, etwa von Skye, Uist und weiteren Inseln der Inneren Hebriden.

## Geschichte

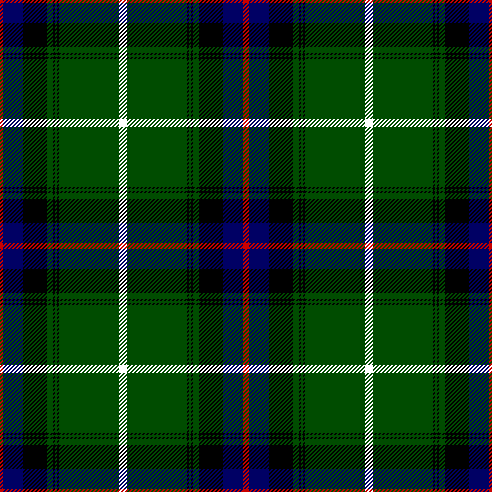
Tartan (MacDonald of the Isles)

Stammvater des Clans war Donald, ein Enkel des Königs Somerled von den Inseln, der mit seinem Erbteil, Islay und der Halbinsel Kintyre, eine Machtbasis errichtete. Sein Sohn Angus Mor unterwarf sich 1263 nur widerwillig der schottischen Krone; John MacDonald von Islay nahm 1354 gar den Titel Dominus Insularum/Lord of the Isles („Herr der Inseln“) an und provozierte damit direkt den schottischen Hof. Zu diesem Zeitpunkt waren die MacDonalds bereits der mächtigste Clan Schottlands und kontrollierten große Teile der westlichen Küste bzw. der vorgelagerten Inseln. Donald, der 2. Lord of the Isles, verbündete sich mit dem König von England und beanspruchte den Titel des Earl of Ross, ein Anspruch, den er 1411 in der Schlacht von Harlaw durchsetzen wollte. Durch das unklare Resultat der Schlacht wurde er zu einem Vasallen der Krone. 1493 löste James IV. den Titel des Lord of the Isles auf, der heute nominell mit dem des Prince of Wales verbunden ist.
Der Name des Clans ist in der Geschichte der Highlands allgegenwärtig – vom Massaker von Glencoe, als britische Truppen als Strafaktion versuchten, eine ganze Familie auszulöschen, bis zu Flora MacDonald, die dem flüchtigen Bonnie Prince Charlie half, seinen Verfolgern zu entkommen. Das Motto des Clans lautet Per mare per terras („Durch See und durch Land“).

### Linie Macdonald of Clanranald
Ranald, der jüngere Sohn des ersten Lord of the Isles, bildete seinen eigenen Zweig, den Clan Macdonald of Clanranald. Die Sippe ist für ihre inneren Streitigkeiten bekannt, bei denen es meistens um die interne Hierarchie ging. Die MacDonalds von Clanranald blieben den Stuarts während der Bürgerkriege des 18. Jahrhunderts treu, so fiel der 13. Chief 1715 in der Schlacht von Sheriffmuir; außerdem begann Bonnie Prince Charlie seine jakobitische Rebellion in Glenfinnan auf Clanranald-Gebiet, von wo aus er nach der Niederschlagung des Aufstandes auch wieder floh. Das Familienmotto der Macdonalds of Clanranald lautet My hope is constant in thee („Meine Hoffnung auf Dich ist beständig“, gemeint ist Gott).

## Adelstitel
Angehörige des Clans MacDonald haben bzw. hatten folgende Adelstitel inne:
- Lord of the Isles
- Earl of Ross (1424)
- Baron Macdonald (1776)
- Baron Macdonald of Earnscliffe (1891)
- Baron Macdonald of Gwaenysgor (1949)
- Baron Macdonald of Tradeston (Life Peerage 1998)
- Baron Macdonald of River Glaven (Life Peerage 2010)
- Baronet, of Sleat (1625)
- Baronet, of East Sheen (1813)